# تراموا مولوز
تراموا مولوز (فرانسوی: Tramway de Mulhouse‎) سیستم تراموا در شهر آنژه، فرانسه است.
این تراموا که در سال ۲۰۰۶ تأسیس شده دارای ۴ خط، ۵۵ ایستگاه و ۴۱ کیلومتر طول می‌باشد.

## نگارخانه

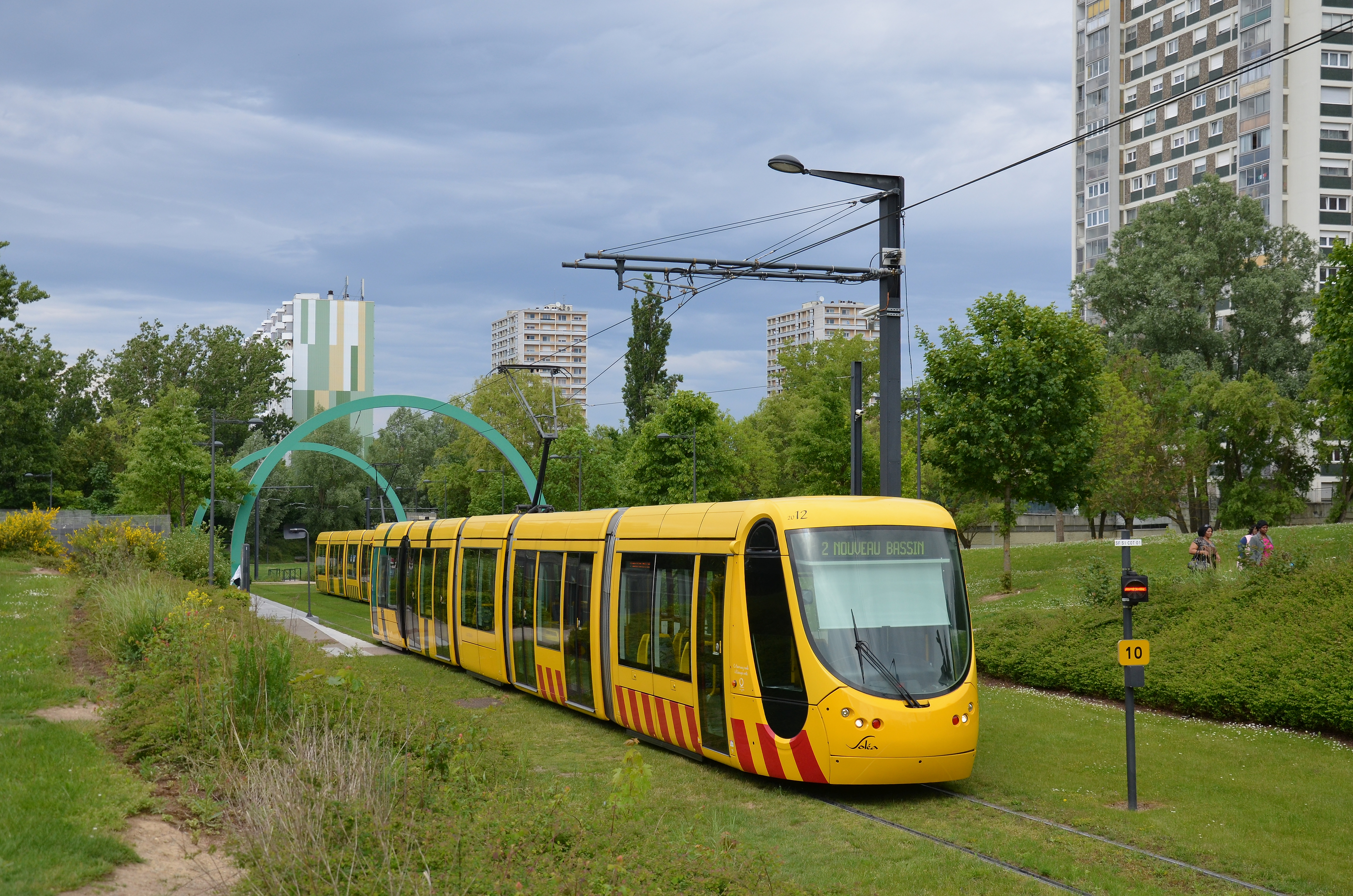
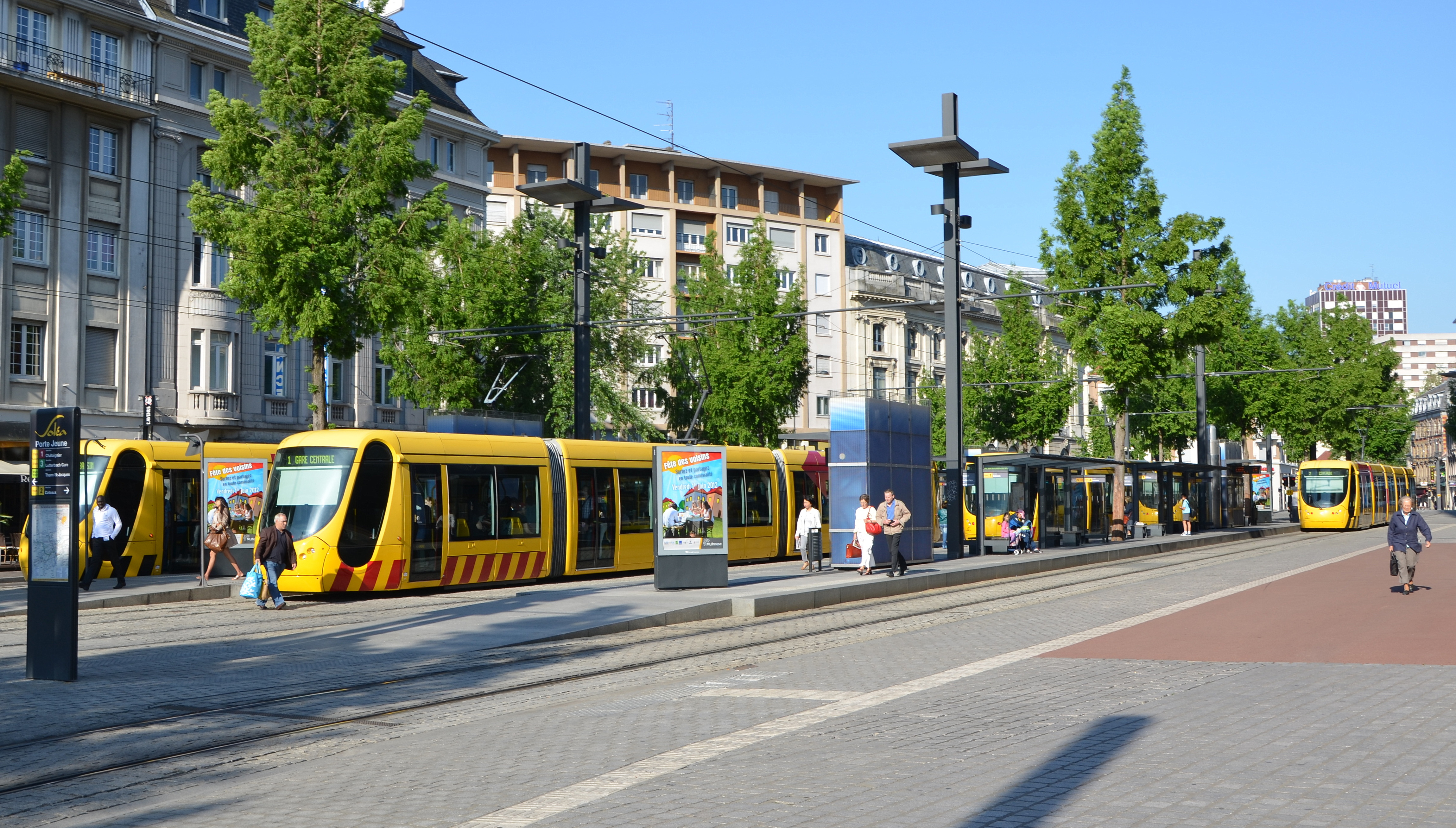
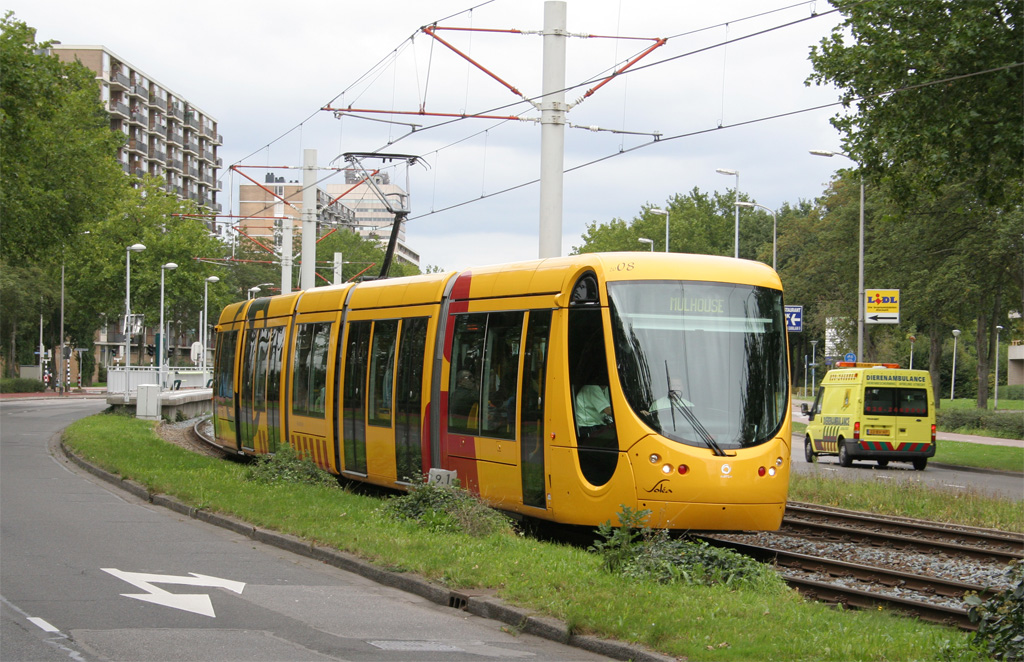
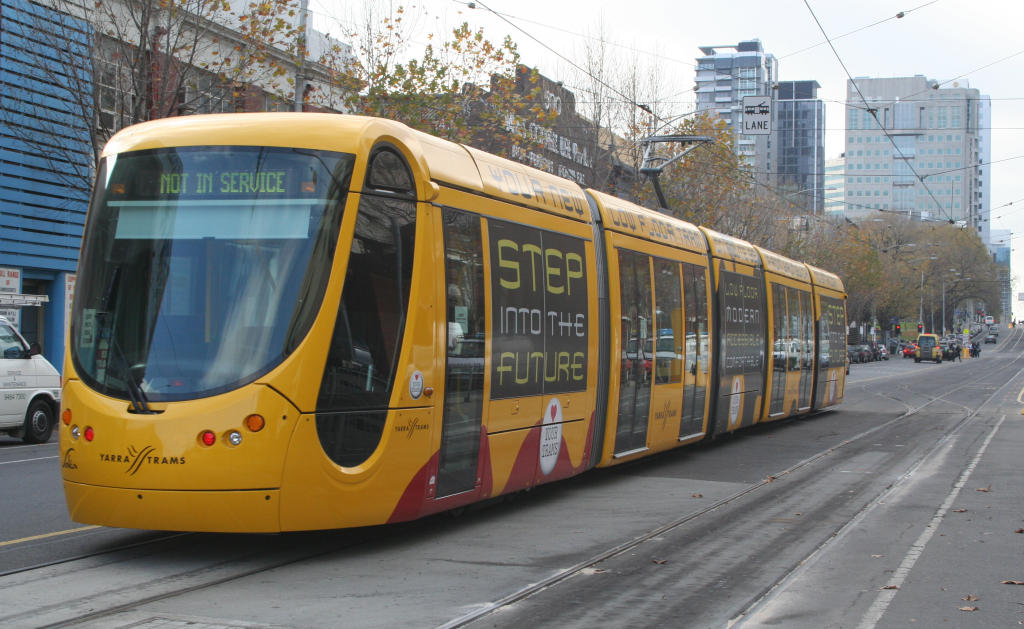
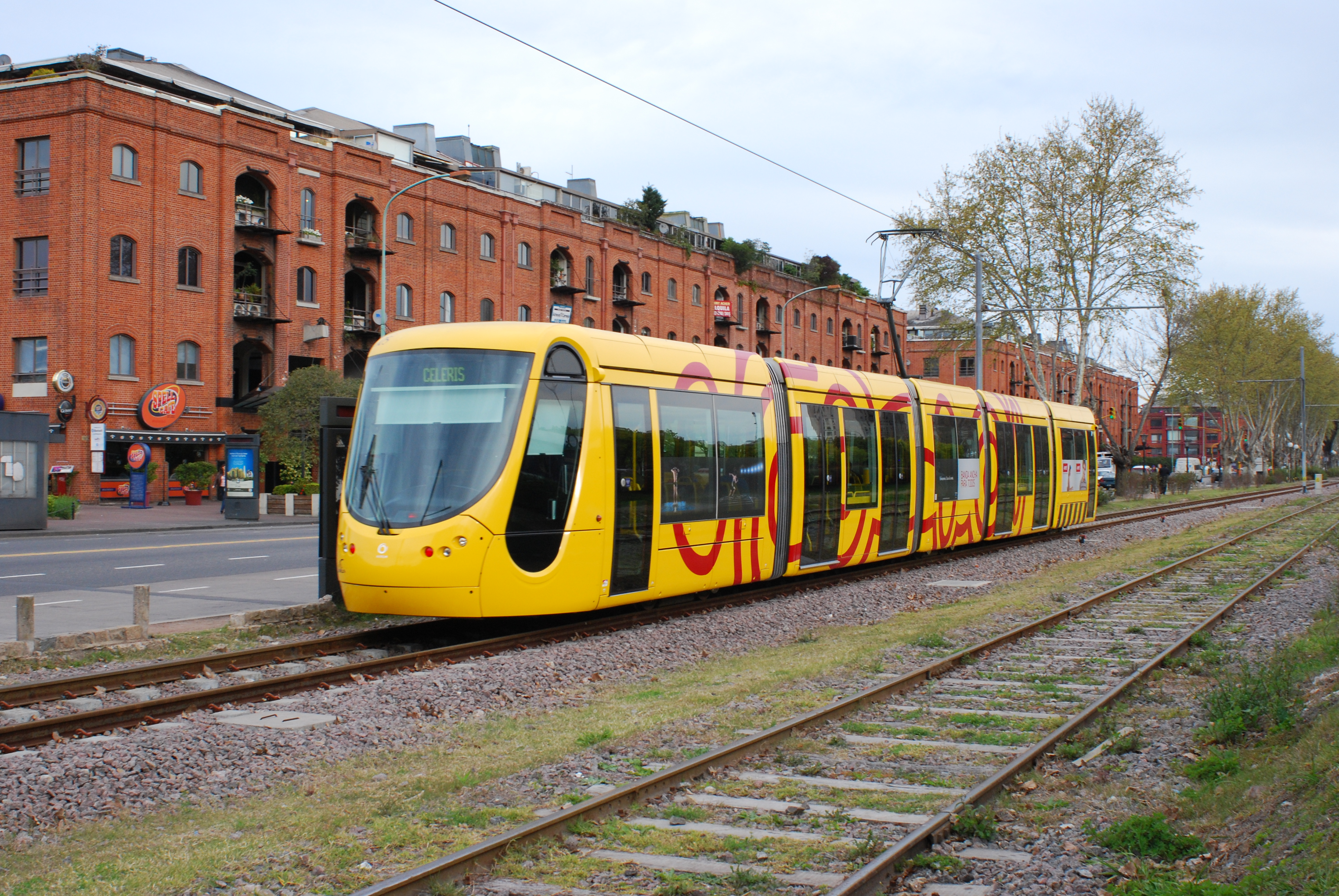
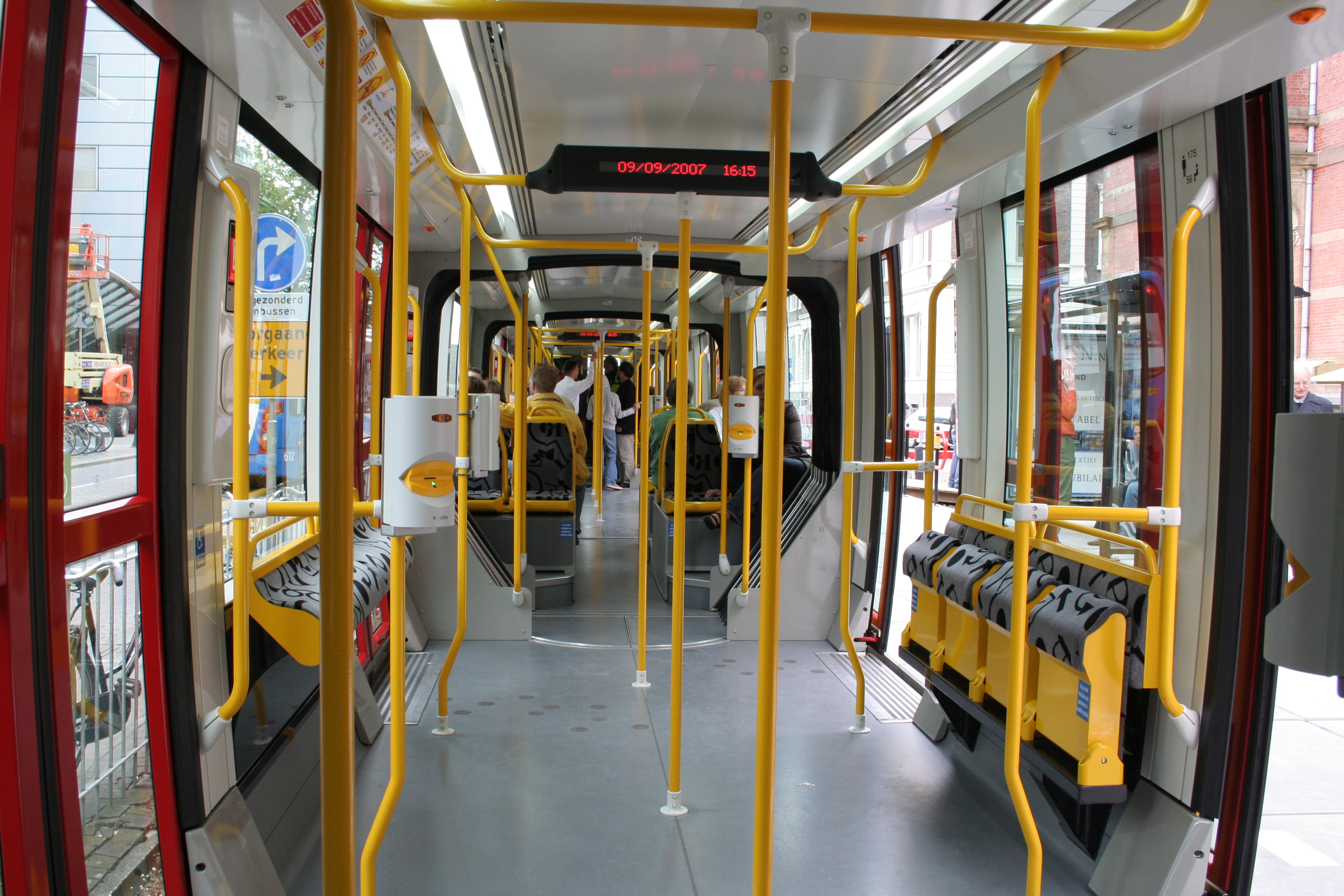